# Stanisława Marcjanna Nałęcz-Rychłowska
Stanisława Marcjanna Nałęcz-Rychłowska, Stanisława Rychłowska (ur. 24 października 1870 w Skibinie na Kujawach, zm. 1 marca 1937 w Krakowie) – polska katolicka działaczka społeczna, radna miasta Krakowa I kadencji.

## Młodość
Córka Brunona Nałęcz-Rychłowskiego (1845-1884) i Felicji z domu Betley (1847–1930). Siostra Kazimierza Nałęcz-Rychłowskiego, tłumacza i poety. Przez matkę była spokrewniona z krakowskim farmaceutą, Tadeuszem Pankiewiczem. Jej szwagrem był lekarz, pułkownik Władysław Murczyński, za którego wyszła młodsza siostra, Romana Teofila Rychłowska.
W dzieciństwie Rychłowska mieszkała w Płocku, gdzie jej ojciec był urzędnikiem gubernialnym, oraz Sierpcu. Po śmierci ojca, w 1884 roku – wraz z babcią Marcjanną (wdową po Karolu Zygmuncie Rychłowskim, obrońcy w Sądzie Pokoju w Radziejowie na Kujawach), matką i młodszym rodzeństwem (Romana, Kazimierz, Feliks) przeprowadziła się do Krakowa. Zaopiekował się nimi stryj, Aleksander Władysław Nałęcz-Rychłowski (1840−1900), weteran roku 1863, przedsiębiorca i emigrant z Francji. Stanisława poślubiła go 30 października 1890. Mieszkali wraz z resztą rodziny w kamienicy należącej do Aleksandra Władysława przy ul. Wielopole 8. Pozostali bezdzietni.

## Praca społeczna

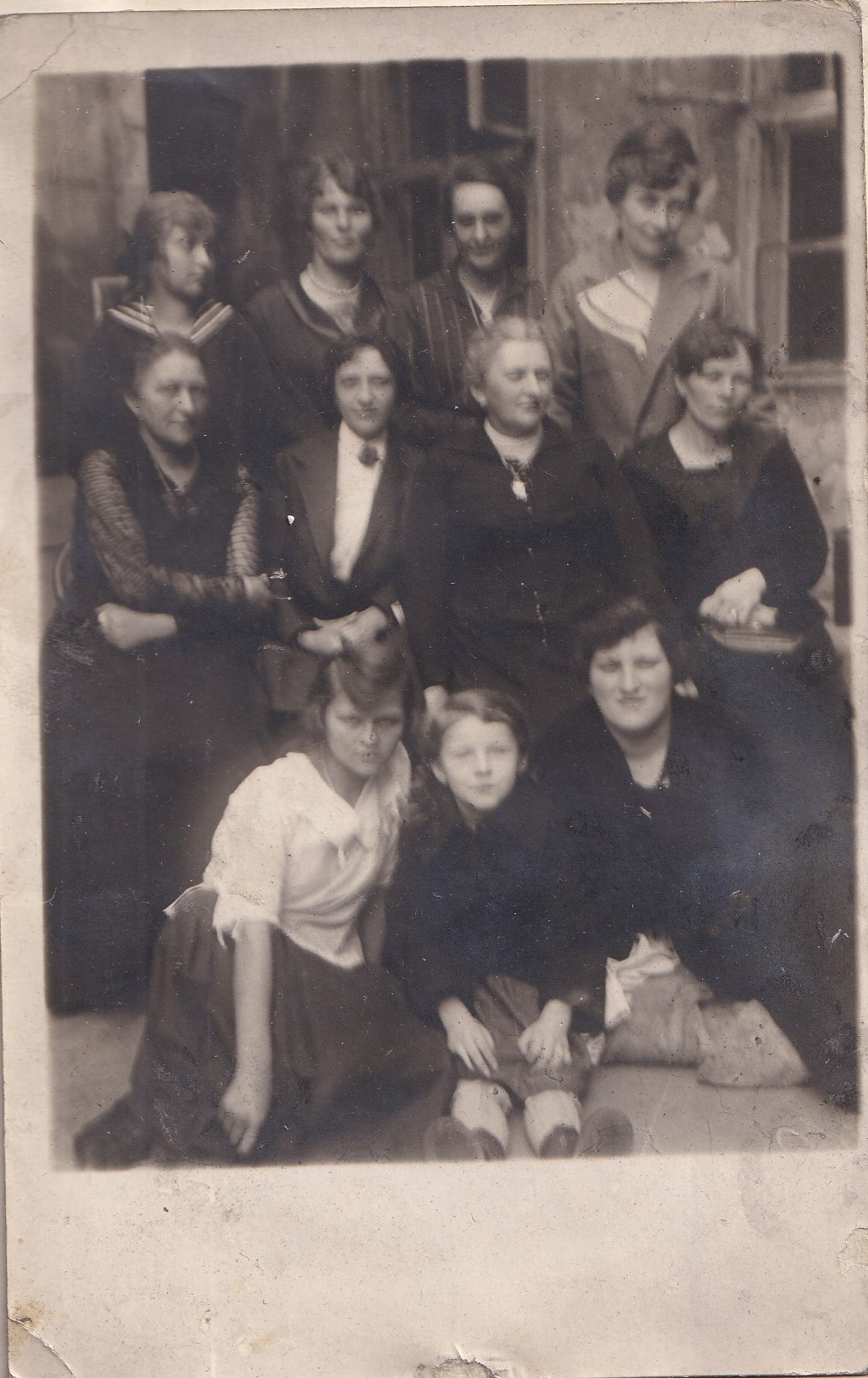
Stanisława Rychłowska (śr. rząd, druga od prawej)

Już w latach 90. Stanisława zaangażowała się w działalność dobroczynną. Brała udział w wielkotygodniowych kwestach organizowanych przez „panie z towarzystwa”, rozmaitych zbiórkach na rzecz ludności, ratowania zabytków itd. Prasa krakowska pisała: „p. Stanisława Rychłowska pojawia się wszędzie tam, gdzie odbywa się kwesta”. W 1901 wstąpiła do Stowarzyszenia Sług Katolickich pw. św. Zyty. W 1904 roku została jego prezeską, zastępując założycielkę Adelę Dziewicką. Na tym stanowisku pozostała do lipca 1918. Celem tak zwanych Zytek była systemowa opieka nad służącymi, które nie były jeszcze zorganizowane, i wszechstronne wsparcie tych, często samotnych kobiet. Stowarzyszenie rozwijało się prężnie. Źródłem jego utrzymania były składki członkowskie, prywatne darowizny i dotacje samorządowe. Stopniowo – od chwili powstania do 1939 – powiększało zasoby. Zakupiło cztery kamienice w Krakowie (przy ul. Mikołajskiej 17 i 30, ul. Radziwiłłowskiej 8 i ul. Kopernika 13) oraz dom w Zakopanem i posiadłość na Pasterniku (obecnie w obrębie Krakowa). Prowadziło: pośrednictwo pracy, schronisko dla osób pozostających bez pracy, kuchnię, dom pomocy dla starszych i niezdolnych do pracy kobiet, szpitalik dla chorych, dom wypoczynkowy w Zakopanem (z niego miało pewne dochody) oraz bibliotekę. Odbywała się nauka czytania i pisania oraz kursy zawodowe. Pomagało dziewczynom w nagłych wypadkach, ochronę przed wyzyskiem, pożyczki pieniężne w razie utraty pracy. Dziewczęta objęte były też stałą opieką duchową, odbywały rekolekcje. Rychłowska, tak jak jej poprzedniczka, współpracowała z władzami kościelnymi i miała gościnne odczyty w różnych miastach Polski na temat wychowania, pracy kobiet i opieki nad środowiskiem służących. Rychłowska prężnie rozwijała dzieło Anieli Dziewickiej, a jej prezesura w Stowarzyszeniu przypadło na najtrudniejsze lata I wojny światowej.
Rychłowska była też członkinią innych, licznych organizacji, z których warto wymienić Stowarzyszenie Katolickich Pracownic Konfekcji Damskiej pw. św. Antoniego oraz Katolickie Stowarzyszenie Kobiet, które współpracowało z Zytkami i prowadziło pracę charytatywną. Zdaniem długoletniej współpracownicy, Marii Estreicher, Rychłowska "była podporą Związku w czasach jego najświetniejszych[...]", a gdy przyszła wojna, wraz z Zofią Popielówną uchroniła organizację przed upadkiem i po wojnie pomogła ją odbudować. Podczas działań wojennych Rychłowska, jak wynika z ówczesnej prasy, angażowała się również w pracę na rzecz kuchni dla ubogich, opiekę nad osieroconymi dziećmi i opiekę zdrowotną.

## W samorządzie krakowskim. Ostatnie lata

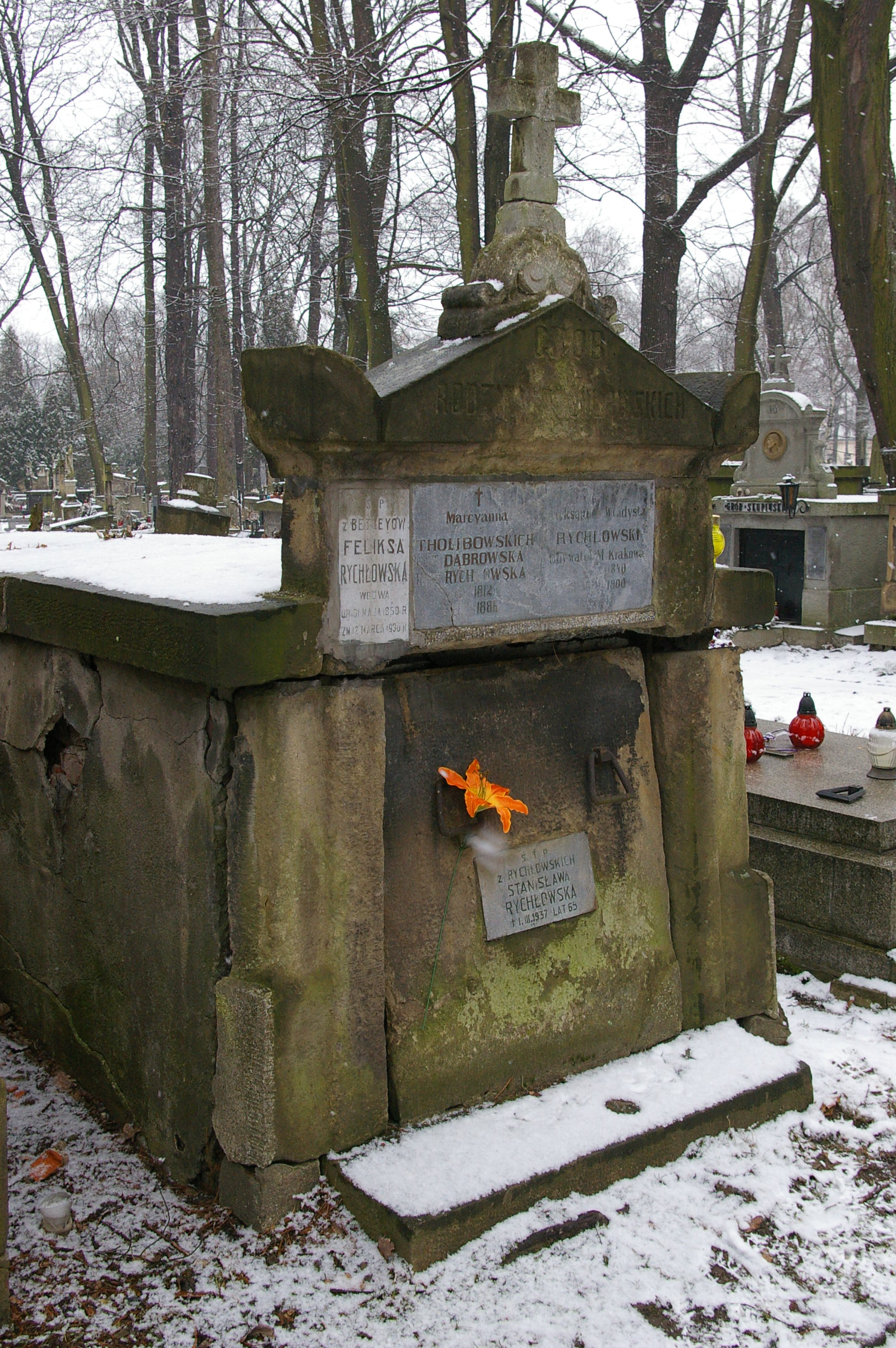
Grób St. Rychłowskiej na cm. Rakowickim w Krakowie (2011)

Po wojnie Stanisława Rychłowska zaczęła działać na poziomie samorządu. W 1927 została wybrana, z listy chadeckiej, do zarządu krakowskiej Kasy Chorych. W 1933 wystartowała w wyborach samorządowych i zyskała status zastępcy radnego, tj. mogła wejść do składu Rady Miejskiej w sytuacji zwolnienia się mandatu. Tak też się stało. Rychłowska została radną w Radzie Miejskiej m. Krakowa pierwszej kadencji. Była nią od kooptacji przed 1.03.1934 do swojej śmierci 1.03.1937. Weszła do Rady w trakcie kadencji, obejmując mandat po radnym Stanisławie Burtanie (3017) z okręgu wyborczego Kleparz, z listy 1 – BBPG (BBWR). W ten sposób po raz pierwszy zasiadła w reprezentacji miejskiej, a warto podkreślić, że w tym czasie w Radzie zasiadały tylko 3 kobiety. Ponadto w latach 1934–1935 zasiadała w Komisji Zdrowia Publicznego, razem z Bolesławem Drobnerem i Odonem Bujwidem. W 1935 została wybrana do komisji dla spraw oświatowych, kulturalnych, społecznych i zdrowotnych Rady Miasta Krakowa. W tym czasie była też prezeską wspomnianego Stowarzyszenia pw. św. Antoniego.
Jej hasłem przewodnim było: „Bliźniemu służ, serce przy Bogu, ręce przy pracy”. Tak wspominała ją cytowana wcześniej Zofia Estreicher, w kontekście działalności Zytek: "I stał się cud prawdziwy: ta cicha, skromna, pracownica, nie wysuwająca się nigdy na pierwszy plan, stała się wbrew temu, co się zwykło widzieć w życiu, jedną z najpopularniejszych postaci Krakowa". Za swoje zasługi dla społeczeństwa Stanisława Rychłowska została uhonorowana odznaczeniami państwowymi i kościelnym.
Zmarła po krótkiej chorobie 1 marca 1937. Została pochowana 3 marca na Cmentarzu Rakowickim w grobowcu Rychłowskich (kwatera Q, na prawo od Dylskich). Po jej śmierci na krakowskim ratuszu wywieszono żałobną flagę.

## Działalność w organizacjach (wybrane)
- Stowarzyszenie Sług Katolickich pw. św. Zyty
- Katolicki Związek Kobiet (tanie kuchnie dla inteligencji)[15]
- Stowarzyszenie Katolickich Pracownic Konfekcji pw. św. Antoniego
- Główny Komitet Opieki nad Ochronkami dla Małych Dzieci w Krakowie, w Wydziale Głównym Komitetu[16]
- Komitet Zakładu Ogrodniczo-Rolniczego św. Józefa w Krakowie (1918)[17]

## Działalność w samorządzie lokalnym
- W Komisji dla badania cen (1917)[18]
- W zarządzie krakowskiej Kasy Chorych (1926)[19]
- Radna w Radzie Miejskiej Krakowa I kadencji (1934-1937)[20]

## Odznaczenia
- Złoty Krzyż Zasługi z Koroną (1910)[21]
- Odznaka Honorowa Czerwonego Krzyża II klasy z Dekoracją Wojenną (1915)[22]
- Krzyż Pro Ecclesia et Pontifice[23]
- Krzyż Oficerski Orderu Odrodzenia Polski (1929)[24]